# كلود ريتشموند
كلود ريتشموند هو سياسي كندي، ولد في 3 أغسطس 1935 في كندا. حزبياً، نشط في British Columbia Social Credit Party ‏.